# معاملة المثليين في موناكو
قد يواجه الأشخاص  المثليون والمثليات ومزدوجو التوجه الجنسي والمتحولين جنسياً (اختصاراً: LGBT) في موناكو تحديات قانونية لا يواجهها غيرهم من المغايرين. يعتبر النشاط الجنسي المثلي بين الذكور وبين الإناث قانونيا في موناكو. ولكن لايتمتع الشركاء المثليون وأسرهم بنفس الحماية القانونية التي يتمتع بها الأزواج المغايرين وأسرهم.
لا يوجد في موناكو أي شكل من أشكال الاعتراف القانوني بالعلاقات المثلية. ومع ذلك، يميل المجتمع إلى أن يكون متسامحا للغاية مع المثلية الجنسية والعلاقات المثلية. وقد تم حظر خطاب الكراهية والتحريض على الكراهية على أساس التوجه الجنسي.

## قانونية النشاط الجنسي المثلي
النشاط الجنسي المثلي قانوني. تم إلغاء العقوبات الجنائية للأفعال المثلية في 1793 بسبب اعتماد القوانين الفرنسية.  مع تقنين وتساوي السن القانونية للنشاط الجنسي على سن 15.

## الاعتراف القانوني بالعلاقات المثلية
لا تعترف موناكو بالشراكات المثلية أو زواج المثليين. ولكن، في يوليو 2020، ستسمح موناكو للشركاء المثليين بالدخول في إتفاق الحياة المشتركة (بالفرنسية: contrat de vie commune)‏، والتي تنص على بعض الحقوق والالتزامات المحدودة.
ولكن، ذكر جان تشارلز غارديتو، وهو محامي وعضو في مجلس موناكو الوطني، في مقابلة في نوفمبر 2010 أنه كان يعد مشروع قانون يهدف إلى تقنين المساكنة سواء للشركاء المغايرين أو الشركاء المثليين.
في 18 يونيو/حزيران 2013، قدم حزب الاتحاد الموناغاسكي، وهو حزب معارض، مشروع قانون إلى البرلمان من شأنه أن ينشئ اتفاقات مساكنة محايدة جنسانياً. أُرسل مشروع القانون على الفور إلى لجنة حقوق المرأة والأسرة للنظر فيه. في يوليو 2015، ذكر رئيس اللجنة أن الحوار حول مشروع القانون سيبدأ في أواخر عام 2015. قدم مشروع القانون في البداية باسم ميثاق الحياة المشتركة (بالفرنسية: pacte de vie commune)‏، ولكن تم تعديله ليصبح باسم إتفاق الحياة المشتركة (بالفرنسية: contrat de vie commune)‏. قدم جون لويس غريندا، الذي كان أحد المسؤولين عن مشروع القانون، تقريره في 7 سبتمبر 2016. وقد لوحظ أن موناكو تعترف بالفعل بالمعاشرة دون زواج منذ عام 2008، وأن المحكمة الأوروبية لحقوق الإنسان تعتبر عدم الاعتراف القانوني بالعلاقات المثلية مخالفاً للاتفاقية وذلك بسبب قضية أولياري وآخرون ضد إيطاليا في المحكمة الأوروبية لحقوق الإنسان. في 27 أكتوبر 2016، وافق المجلس الوطني بالإجماع على مشروع القانون. في 27 أبريل 2017، ردت الحكومة بشكل إيجابي على الاقتراح، وقالت أنها ستقدم مشروع قانون بحلول أبريل 2018، في أعقاب الانتخابات المتوقعة في فبراير 2018.
تم تقديم مشروع قانون إتفاق الحياة المشتركة (بالفرنسية: contrat de vie commune)‏ إلى مجلس موناكو الوطني في 16 أبريل 2018. وبموجب مشروع القانون المقترح، سينظر القانون العام بالنسبة لضرائب الميراث إلى الشركاء على قدم المساواة مع الأشقاء ولن ينظر إليهم على قدم المساواة مع المتزوجين. يوفر الاتفاق، وهو مفتوح للأشقاء والآباء والأمهات والأطفال أيضًا، مجموعة من حقوق الملكية والاتزامات المتبادلة. سيتم توقيع الاتفاق مع كاتب العدل ومن ثم إيداعه في السجل العام. في 4 ديسمبر 2019 وافق مجلس موناكو الوطني بالإجماع على مشروع القانون. من المتوقع أن يدخل القانون حيز التنفيذ في عام 2020، بعد ستة أشهر من نشره في الجريدة الرسمية لموناكو.

## التبني وتنظيم الأسرة
لا يحق للشركاء المثليين تبني الأطفال.

## الحماية من التمييز

خريطة موناكو مع علم فخر المثليين

لا يتناول الدستور صراحة التمييز أو المضايقة على أساس التوجه الجنسي أو الهوية الجندرية. لم تدعم أي من الأحزاب السياسية النشطة حقوق المثليين علنا. ينص الدستور على الحماية العامة للحقوق المدنية، بما في ذلك المساواة أمام القانون، والأصول القانونية، وحقوق الخصوصية، وحرية الدين والرأي.
يحظر القانون رقم. 1.299 المؤرخ في 15/07/2005 حول حرية التعبير العام (بالفرنسية: 
Loi n. 1.299 du 15/07/2005 sur la liberté d'expression publique)‏ يحظر خطاب الكراهية والتحريض على الكراهية والعنف والتمييز ضد المرشحين السياسيين على أساس إعاقتهم وأصلهم وتوجههم الجنسي وانتمائهم الحقيقي أو المتصور أو عدم الانتماء إلى العرق أو المجموعة العرقية أو الأمة أو الدين.
في يوليو/تموز 2010، أدانت محكمة في موناكو رجلاً بالسجن لمدة خمسة أيام وأمرته بدفع غرامة قدرها 5000 يورو، بعد أن استخدم خطابا عاما يحض على المثليين جنسياً ضد رجل مثلي الجنس.
في يوليو/تموز 2011، تبنى المجلس الوطني لموناكو (برلمان موناكو) قانونًا مناهضًا للتمييز والمضايقة، تجاوز في مواده قانون 2005. وفقا للعملية التشريعية في موناكو،  إذا تم تبني مشروع القانون من قبل الجمعية، فإن وزير الدولة (وهو بمثابة رئيس الوزراء في الدول الأخرى) لديه تأخر لمدة ستة أشهر لإعلام المجلس الوطني بقراره بشأن مستقبل النص الذي ينوي تقديمه:
- إما أنه يحول هذا الاقتراح من القانون، أو يعدله (ولكن دون تغيير جوهره)، في مشروع قانون. وفي هذه الحالة، يتأخر لمدة سنة واحدة منذ نهاية أول ستة أشهر من التأخير لوضعها على مكتب الجمعية، وسيتبع هذا المشروع القانون؛

- أو يضع نهاية للعملية التشريعية. يفسر هذا القرار بإعلان يقرأ في جلسة علنية. هذا الإعلان قد يتبعه نقاش.

المواد الرئيسية المتعلقة بالأشخاص المثليين والمثليات ومزدوجي التوجه الجنسي والمتحولين جنسيا هي:
- تمنع المادة 1 التمييز المرتبط، ضمن فئات أخرى، بـ "الجنس أو التوجه الجنسي الحقيقي أو المزعوم أو أكثر، الحالة المدنية، الوضع العائلي"

- طبقت المادة 3 هذا الحظر للعمل في كل من القطاعين العام والخاص، والاتصالات مع الإدارات، والنفاذ إلى السلع والخدمات وتسليمها (لم يتم ذكر السكن ولكن تم تضمينه في هذه الفئة)، أو العلاقات الأسرية، أو الوصول إلى الأماكن الترفيهية أو الثقافية أو العامة أو الأحداث، من بين حالات أخرى.

- نصت المادة 8 على أن هذا التمييز في العمل قد لا يحدث فيما يتعلق بالوصول أو ظروف العمل، وظروف الأجور، والتدابير التأديبية، وشروط الطرد من العمل.

- تنهى المادة 9، في التوظيف، العقوبات أو الطرد أو التدابير التمييزية المتصلة بالفئات التي تعددها المادة 1

- ومع ذلك، في المادة 10، يُنظر في استثناءات العمل، إذا كانت الظروف المتعلقة بالجنس والمعتقدات الدينية أو الفلسفية متأصلة في جوهرها وعقلانية ومتناسبة مع الوظيفة المقترحة. هنا يتم النظر في الوظائف المرتبطة بالكنيسة ضمنياً، ولكن ليس تأجير المنشآت المملوكة للكنيسة، والتي يُحظر ضمنيًا، ذلك أنه تمييز في الوصول إلى الخدمات بموجب المادة 1.

- تحظر المادة 20 بشكل عام، لجميع أصحاب العمل والموظفين الزملاء - التحرش المعنوي أو الجنسي والعنف في العمل، وكذلك التدابير التمييزية أو نتائج العمل السلبية المرتبطة أو في حالة تقديم أو عدم الخضوع.

- نصت المادة 40 على عقوبات في حالة التشهير أو الإهانة غير العامة المرتبطة بالتوجه الجنسي الحقيقي أو المزعوم، من بين أسباب أخرى.

- نصت المادة 44 على إنشاء برنامج تعليمي للتعليم والتحسيس ضد العنصرية وجميع أشكال التمييز في المادة 1، في كل سنة من دورات التعليم الابتدائي والثانوي.

ولكن، لم توافق الحكومة على مشروع القانون، واقترحت مشروعً قانون جديدًا بدلاً منه في 18 ديسمبر 2012. ولم يتضمن الأحكام المتعلقة بالتمييز على أساس التوجه الجنسي أو الهوية الجندرية. 

## الخدمة العسكرية
ليس لدى موناكو قوات مسلحة، ولكن لديها حرس وطني. وتسمح فرنسا، المسؤولة عن الدفاع والقوات المسلحو عن البلاد، للمثليين والمثليات ومزدوجي التوجه الجنسي المتحولين جنسيا بالخدمة في الجيش.

## ظروف الحياة
ينتمي معظم سكان موناكو إلى الكنيسة الكاثوليكية التي تنظر تقليديًا إلى المثلية الجنسية وشهوة الملابس المغايرة كإشارات على الفجور الأخلاقي. لا تنتمي موناكو إلى الاتحاد الأوروبي، الذي يتطلب من دوله الأعضاء احترام بعض قوانين الحماية من التمييز ضد المثليين، لكن تتمنع موناكو وشعبها بعلاقة ثقافية واقتصادية قوية مع فرنسا.
يدعم مجتمع المثليين في موناكو بعض المؤسسات والفضاءات الصديقة للمثليين داخل موناكو نفسها.  لا توجد أماكن رسمية يمكن العثور عليها تخص المثليين كالحانات أو الملاهي الليلية في موناكو، كما يوجد ذلك في المدن الفرنسية القريبة كمرسيليا، نيس وليون.
في يونيو 2017، تقدمت بولين دوكروت، الابنة الكبرى للأميرة  ستيفاني وحفيدة رينيه الثالث، أمير موناكو والممثلة الأمريكية غريس كيلي، في مسيرة فخر نيويورك للمثليين، معربين عن دعمهم لحقوق المثليين.

## ملخص
| قانونية النشاط الجنسي المثلي                                                             | (منذ عام 1793)                                      |
| المساواة في السن القانوني للنشاط الجنسي                                                  | (منذ عام 1793)                                      |
| قوانين مكافحة التمييز في التوظيف                                                         | No                                                  |
| قوانين مكافحة التمييز في توفير السلع والخدمات                                            | No                                                  |
| قوانين مكافحة التمييز في جميع المجالات الأخرى (تتضمن التمييز غير المباشر، خطاب الكراهية) | (منذ عام 2005)                                      |
| قوانين مكافحة أشكال التمييز المعنية بالهوية الجندرية                                     | No                                                  |
| زواج المثليين                                                                            | No                                                  |
| الاعتراف القانوني بالعلاقات المثلية                                                      | (منذ عام 2020)                                      |
| تبني أحد الشريكين للطفل البيولوجي للشريك الآخر                                           | No                                                  |
| التبني المشترك للأزواج المثليين                                                          | No                                                  |
| يسمح للمثليين والمثليات الخدمة علناً في القوات المسلحة                                    | لا يوجد جيش                                         |
| الحق بتغيير الجنس القانوني                                                               | No                                                  |
| علاج التحويل محظور على القاصرين                                                          | No                                                  |
| الحصول على أطفال أنابيب للمثليات والأمومة التلقائية للطفل بعد الولادة                    | No                                                  |
| تأجير الأرحام التجاري للأزواج المثليين من الذكور                                         | (محظور على جميع الأزواج بغض النظر عن التوجه الجنسي) |
| السماح للرجال الذين مارسوا الجنس الشرجي بالتبرع بالدم                                    |                                                     |